# Pomacea bridgesii
Pomacea bridgesii és una espècie de mol·lusc gastròpode d'aigua dolça de la família Ampullaridae originària de l'Amèrica del Sud. El gènere conté els caragols d'aigua dolça més grans de la terra.
Durant molt de temps es va pensar que P. diffusa només era una subespècie de la P. bridgesii però recerques genètiques recents han confirmat que són dues espècies distintes.
Es reprodueix a causa de l’alta capacitat reproductiva (fins a més de vuit-cents ous per posta).

## Espècies invasora
És una espècie invasora que s'ha estès a Austràlia i al sud d'Àsia. La seva expansió fora del seu hàbitat d'origen té dues causes majors: la poca cura dels aquariòfils que en tenien com a mascota i experiments fracassats de cultiu de caragols com a font de proteïnes per a l'alimentació humana. A Hawaii des de 1960, i al sud-est d'Àsia i Florida des de la dècada de 1980, ha esdevingut una veritable plaga. Com per a tots els cargols poma, des del gener del 2013, el transport, el negoci i la importació en són prohibides a tot el territori de la Unió Europea.
No és el responsable de la plaga al delta de l'Ebre i més recentment a Pals, que és deguda a una altra espècie del gènere, el cargol poma tacat.

## Distribució
És originari d'Amèrica del Sud, Amèrica Central i el sud dels Estats Units.